# Línea 52 (EMT Madrid)
La línea 52 de la EMT de Madrid une Sol / Sevilla con Santamarca (distrito de Chamartín).

## Características
La línea comunica estos dos puntos recorriendo buena parte de la calle del Príncipe de Vergara. Su recorrido coincide en gran parte del trayecto con la línea 29. Empezó a operar bajo la denominación "Sol-Costa Rica".
Hasta 2006, la cabecera central estaba en las dársenas de la Puerta del Sol, pero con motivo de las obras para la construcción de la estación de cercanías la cabecera de la línea se reubicó en la calle Sevilla. Posteriormente pasó a estar en la calle Alcalá, y actualmente en la calle Virgen de los Peligros.
El 26 de mayo de 2014 cambió el nombre de la cabecera de Sol por "Sol / Sevilla".

### Frecuencias
| Lunes a viernes laborables |               |
| De 6:00 a 10:00            | 10-20 minutos |
| De 10:00 a 21:00           | 9-13 minutos  |
| De 21:00 a 23:00           | 12-22 minutos |
| Sábados laborables         |               |
| De 6:00 a 10:00            | 17-26 minutos |
| De 10:00 a 22:00           | 15-20 minutos |
| De 22:00 a 23:00           | 18-23 minutos |
| Domingos y festivos        |               |
| De 7:00 a 10:00            | 18-30 minutos |
| De 10:00 a 21:00           | 17-20 minutos |
| De 21:00 a 23:00           | 20-25 minutos |

## Recorrido y paradas

### Sentido Santamarca
La línea inicia su recorrido en la calle Virgen de los Peligros. A continuación sube por esta calle hasta la intersección con la Gran Vía, por la que se desvía girando a la derecha hasta salir de nuevo a la calle de Alcalá.
Recorre esta calle a continuación atravesando la Plaza de Cibeles y la Puerta de Alcalá hasta la intersección con la calle Príncipe de Vergara, donde gira a la izquierda incorporándose a la misma. La línea circula por esta calle atravesando el distrito de Salamanca y posteriormente el de Chamartín, hasta que llega a la intersección con la Avenida de Ramón y Cajal, donde gira a la derecha.
Circula brevemente por la Avenida de Ramón y Cajal hasta girar a la izquierda por la calle Víctor de la Serna, que recorre entera, siguiendo de frente tras la intersección con la calle Costa Rica por la calle Paraguay, que también recorre entera hasta desembocar en la Avenida de Alfonso XIII girando a la derecha.
Recorre brevemente esta avenida girando a la izquierda para incorporarse a la calle Santa María Magdalena, que recorre hasta la intersección con la calle Drácena, girando de nuevo a la izquierda para incorporarse a ésta, donde tiene su cabecera.
| Código | Parada                                 | Común con                | Conexiones con Metro | Otros |
| ------ | -------------------------------------- | ------------------------ | -------------------- | ----- |
| 1773   | SEVILLA (C/ Virgen de los Peligros, 2) |                          | Sevilla              |       |
| 90     | Círculo de Bellas Artes                | 9 146 001                |                      |       |
| 70     | Cibeles                                | 1 2 9 15 20 51 74 146    | Banco de España      |       |
| 162    | Puerta de Alcalá-Retiro                | 1 2 9 15 19 20 51 74 146 | Retiro               |       |
| 751    | Escuelas Aguirre-Casa Árabe            | 15 146                   |                      |       |
| 2225   | Príncipe de Vergara-Jorge Juan         | 29                       | Príncipe de Vergara  |       |
| 2227   | Príncipe de Vergara-Goya               | 29                       |                      |       |
| 2229   | Príncipe de Vergara-Ayala              | 29                       |                      |       |
| 4052   | Marqués de Salamanca                   | 29                       | Núñez de Balboa      |       |
| 2233   | Príncipe de Vergara-Diego de León      | 29                       |                      |       |
| 5787   | Príncipe de Vergara-María de Molina    | 29                       | Avenida de América   |       |
| 5237   | Príncipe de Vergara-Francisco Silvela  | 29 73                    |                      |       |
| 2239   | Príncipe de Vergara-López de Hoyos     | 29                       |                      |       |
| 2241   | Junta Municipal Chamartín              | 29                       | Cruz del Rayo        |       |
| 2243   | Auditorio Nacional                     | 29                       |                      |       |
| 414    | Plaza de Cataluña                      | 16 29                    | Concha Espina        |       |
| 412    | Parque de Berlín                       | 43 120                   |                      |       |
| 2503   | Ramón y Cajal-Víctor de la Serna       |                          |                      |       |
| 2504   | Víctor de la Serna                     |                          |                      |       |
| 2505   | Víctor de la Serna-Colombia            |                          |                      |       |
| 2506   | Costa Rica                             |                          |                      |       |
| 2507   | Santa María Magdalena                  |                          |                      |       |
| 4863   | SANTAMARCA (C/ Drácena, 19)            |                          |                      |       |

### Sentido Sol / Sevilla
La línea inicia su recorrido en la calle Drácena esquina Santa María Magdalena, en el distrito de Chamartín, desde la cual toma la calle del Torpedero Tucumán girando a la izquierda, recorriendo esta calle hasta el final, desembocando en la Avenida de Alfonso XIII, que recorre brevemente para incorporarse a la calle Puerto Rico, que recorre entera hasta desembocar en la Avenida de Ramón y Cajal.
A partir de aquí el recorrido es igual a la ida pero en sentido contrario excepto al llegar a la cabecera, donde para llegar a su cabecera en la calle Virgen de los Peligros, debe tomar brevemente la calle de Alcalá.
| Código | Parada                                 | Común con                                      | Conexiones con Metro | Otros |
| ------ | -------------------------------------- | ---------------------------------------------- | -------------------- | ----- |
| 4863   | SANTAMARCA (C/ Drácena, 19)            |                                                |                      |       |
| 2509   | Torpedero Tucumán                      |                                                |                      |       |
| 2510   | Guatemala                              |                                                |                      |       |
| 2511   | Colombia                               |                                                |                      |       |
| 2512   | Uruguay                                |                                                |                      |       |
| 2513   | Puerto Rico                            |                                                |                      |       |
| 413    | Parque de Berlín                       | 43 120                                         |                      |       |
| 415    | Plaza de Cataluña                      | 16 29                                          | Concha Espina        |       |
| 2244   | Auditorio Nacional                     | 29                                             |                      |       |
| 2242   | Junta Municipal Chamartín              | 29                                             | Cruz del Rayo        |       |
| 2240   | Príncipe de Vergara-López de Hoyos     | 29                                             |                      |       |
| 2238   | Príncipe de Vergara-Francisco Silvela  | 29                                             |                      |       |
| 2236   | Príncipe de Vergara-María de Molina    | 29                                             | Avenida de América   |       |
| 2234   | Príncipe de Vergara-Diego de León      | 29                                             |                      |       |
| 2232   | Marqués de Salamanca                   | 29                                             | Núñez de Balboa      |       |
| 2230   | Príncipe de Vergara-Ayala              | 29                                             |                      |       |
| 2228   | Príncipe de Vergara-Goya               | 29                                             |                      |       |
| 4925   | Príncipe de Vergara-Jorge Juan         |                                                | Príncipe de Vergara  |       |
| 4055   | Escuelas Aguirre-Casa Árabe            | 15 146                                         |                      |       |
| 161    | Puerta de Alcalá                       | 1 2 9 15 20 51 74 146                          | Retiro               |       |
| 69     | Cibeles                                | 1 2 9 15 20 51 53 74 146 Exprés Aeropuerto 001 | Banco de España      |       |
| 1773   | SEVILLA (C/ Virgen de los Peligros, 2) |                                                | Sevilla              |       |

## Galería de imágenes

Mapa zonal de la estación de metro de Velázquez con los recorridos de las líneas de autobuses, entre las que aparece el 52.
Mapa zonal de la estación de metro de Núñez de Balboa con los recorridos de las líneas de autobuses, entre las que aparece el 52.